# Liodoryctes nigridorsalis
Liodoryctes nigridorsalis är en stekelart som beskrevs av Turner 1918. Liodoryctes nigridorsalis ingår i släktet Liodoryctes och familjen bracksteklar. Inga underarter finns listade i Catalogue of Life.